# PX Index
De PX Index is de belangrijkste graadmeter van de aandelen genoteerd aan de Tsjechische beurs, de Prague Stock Exchange.
De index werd in 1994 geïntroduceerd onder de naam PX-50 Index. In 2006 werd de graadmeter omgedoopt in PX Index. Het aantal beursfondsen in de index is variabel maar het maximum is vastgesteld op vijftig. Alleen bedrijven met een marktkapitalisatie van ten minste CZK 0,5 miljard of een gemiddelde handelsomzet van CZK 2 miljoen per dag komen in aanmerking voor opname in de index.
Per fonds is de maximale weging 20% op de dag van herweging. De index wordt viermaal per jaar herwogen. De berekening is in overeenstemming met de methode van de International Finance Corporation (IFC) voor opkomende markten.
Erste Bank, Komerční banka en energiebedrijf ČEZ zijn de drie hoofdfondsen, elk met een gewicht van ongeveer een vijfde in de totale index. De sector financiële instellingen is met een gewicht van 70% veruit de grootste van alle sectoren. 
De ondernemingen die in 2023 deel uitmaakten van de PX Index waren:
- Erste Bank, Oostenrijkse bank
- Komerční banka, Tsjechische bank
- ČEZ, Tsjechische elektriciteitsmaatschappij
- Moneta Money Bank, financiële instelling
- VIG, financiële instelling
- Philip Morris ČR, Tsjechisch bedrijf van de Altria Group
- Coltcz
- Kofola CS
- Photon Energy, energie
- Pilulka Lékárny, handels